# Andrena sasakii
Andrena sasakii är en biart som beskrevs av Cockerell 1913. Andrena sasakii ingår i släktet sandbin, och familjen grävbin. Inga underarter finns listade i Catalogue of Life.